# Distrito Escolar Unificado de Santa Mónica-Malibú
El Distrito Escolar Unificado de Santa Mónica-Malibú (Santa Monica-Malibu Unified School District, SMMUSD) es un distrito escolar de California. Tiene su sede en Santa Mónica.El distrito gestiona escuelas en Santa Mónica y Malibú. El consejo escolar del distrito tiene un presidente, un vicepresidente y cinco miembros.

## Problemas ambientales
En 2009 y 2010, el Distrito Escolar Unificado de Santa Mónica-Malibu hizo un bifenilos policlorados (PCB) de limpieza de Malibu Escuela Secundaria supervisado por el Departamento de Control de Sustancias Tóxicas de California.
Durante un proyecto de construcción de 2011 en el centro Malibu y High Schools secundarias y Juan Cabrillo Elementary School, contratistas descubrieron suelos fueron contaminados con plaguicidas organoclorados como clordano, PCB s y DDT y presenta "un riesgo de salud inaceptable".
En octubre de 2013, 20 profesores juntos se quejaron los problemas de salud, incluido el cáncer de tiroides.
Un empleado de alto nivel de U.S. Environmental Protection Agency (Agencia de Protección Ambiental de EE. UU.) recomienda que los profesores consultar Public Employees for Environmental Responsibility (PEER)(Empleados Públicos por la Responsabilidad Ambiental) para ayudarlos.
En febrero de 2014, los abogados de PEER pidieron al distrito escolar para evaluar el campus Malibu High School secundaria. 
En julio de 2014, la U.S. Army Corps of Engineers escribió que Malibu alta escuela nunca había sido un sitio militar, a pesar de los informes publicados y entrevistas con residentes de largo plazo presentes durante esos años que Malibu sirvió como centro de entrenamiento militar de la Segunda Guerra Mundial. 
El distrito escolar contrató a una firma ambiental llamado Environ. Su plan inicial de remediación fue criticado por permitir que los niveles de PCB elevadas para permanecer dentro de los salones de clase durante 15 años o más, por no probar masilla en todas las habitaciones construidas antes de 1979 y para el monitoreo de la calidad del aire de un solo año. En abril de 2014, la EPA rechazó el plan de remediación. En julio de 2014, Environ dio a conocer un segundo plan de limpiar. Dos semanas más tarde PEER publicado los resultados de pruebas de PCB de junio de 2014 calafateo y las muestras de tierra de las salas de la escuela, no han sido evaluados previamente por el Distrito ", en miles de veces los niveles liberados previamente al público".
En marzo de 2015, los padres y maestros presentaron una demanda para tener toda la masilla contaminada eliminado. PEER estima que "probablemente 80 habitaciones en el distrito han contaminado masilla, más allá de lo que fue probado por primera vez".
El distrito solicitó al Oficina del Sheriff del Condado de Los Ángeles para presentar cargos contra un padre que tomó muestras de Malibu Mayor a hacerse la prueba de la contaminación.

## Escuelas

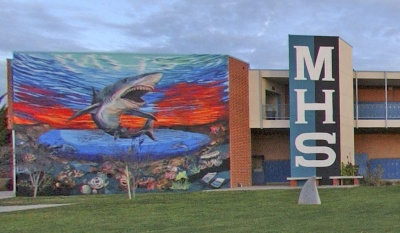
Escuela Preparatoria Malibú

Secundarias y preparatorias (grados 6 a 12):
- Escuela Preparatoria Malibú (dos niveles de educación secundaria)

Preparatorias (grados 9 a 12):
- Escuela Preparatoria Santa Mónica o "Samohi"
- Escuela Preparatoria Olympic

Secundarias (grados 6 a 8):
- Escuela Secundaria John Adams
- Escuela Secundaria Lincoln

Primarias:
- Escuela Primaria Juan Cabrillo (Malibu)
- Edison Language Academy (Santa Mónica)
- Escuela Primaria Franklin (Santa Mónica)
- Escuela Primaria Grant (Santa Mónica)
- Escuela Primaria McKinley (Santa Mónica)
- Escuela Primaria John Muir (Santa Mónica)
- Point Dume Marine Science Elementary School (Malibu)
- Escuela Primaria Will Rogers (Santa Mónica)
- Escuela Primaria Roosevelt (Santa Mónica)
- Escuela Primaria Webster (Malibu)

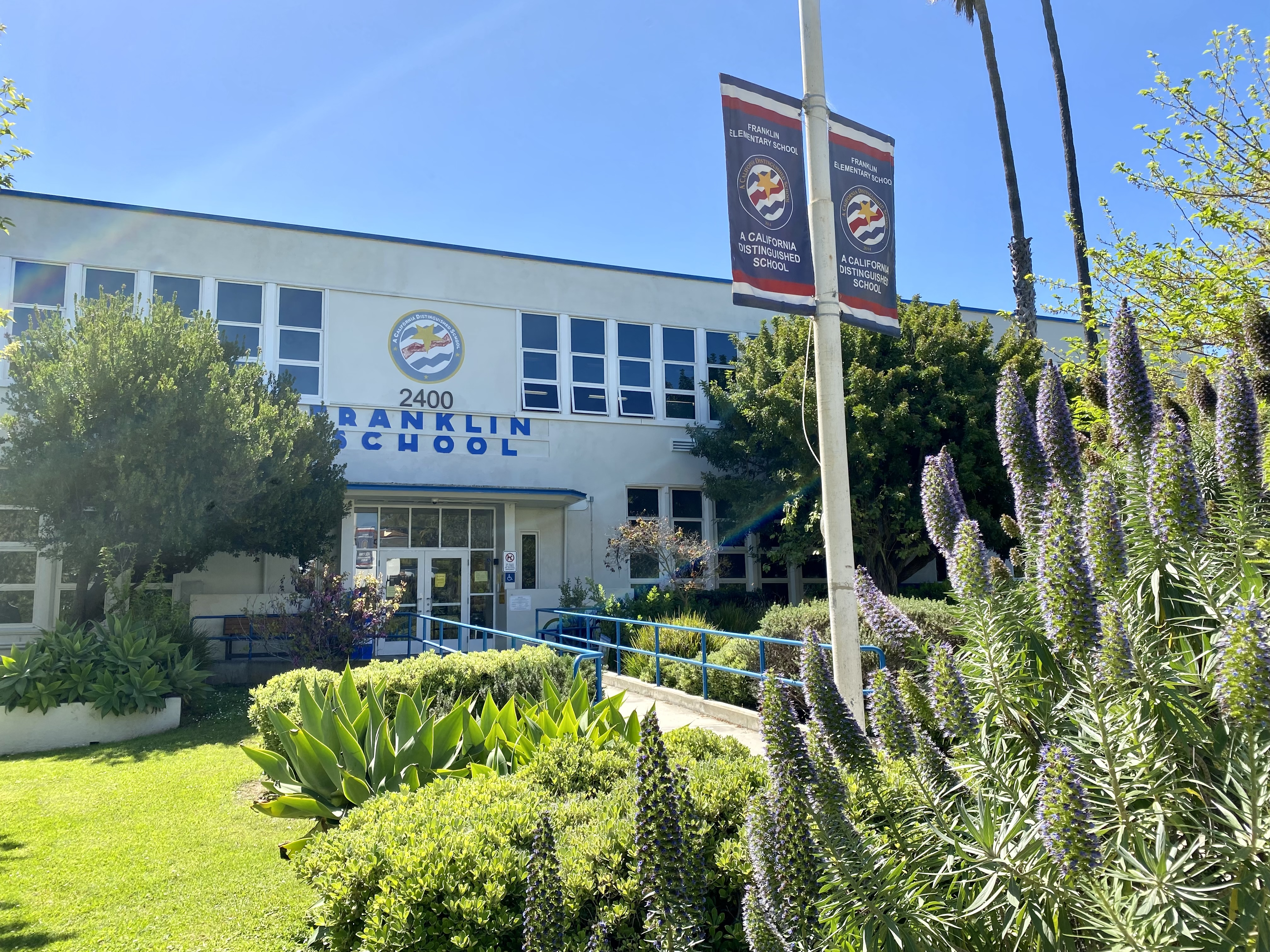
Escuela Primaria Franklin
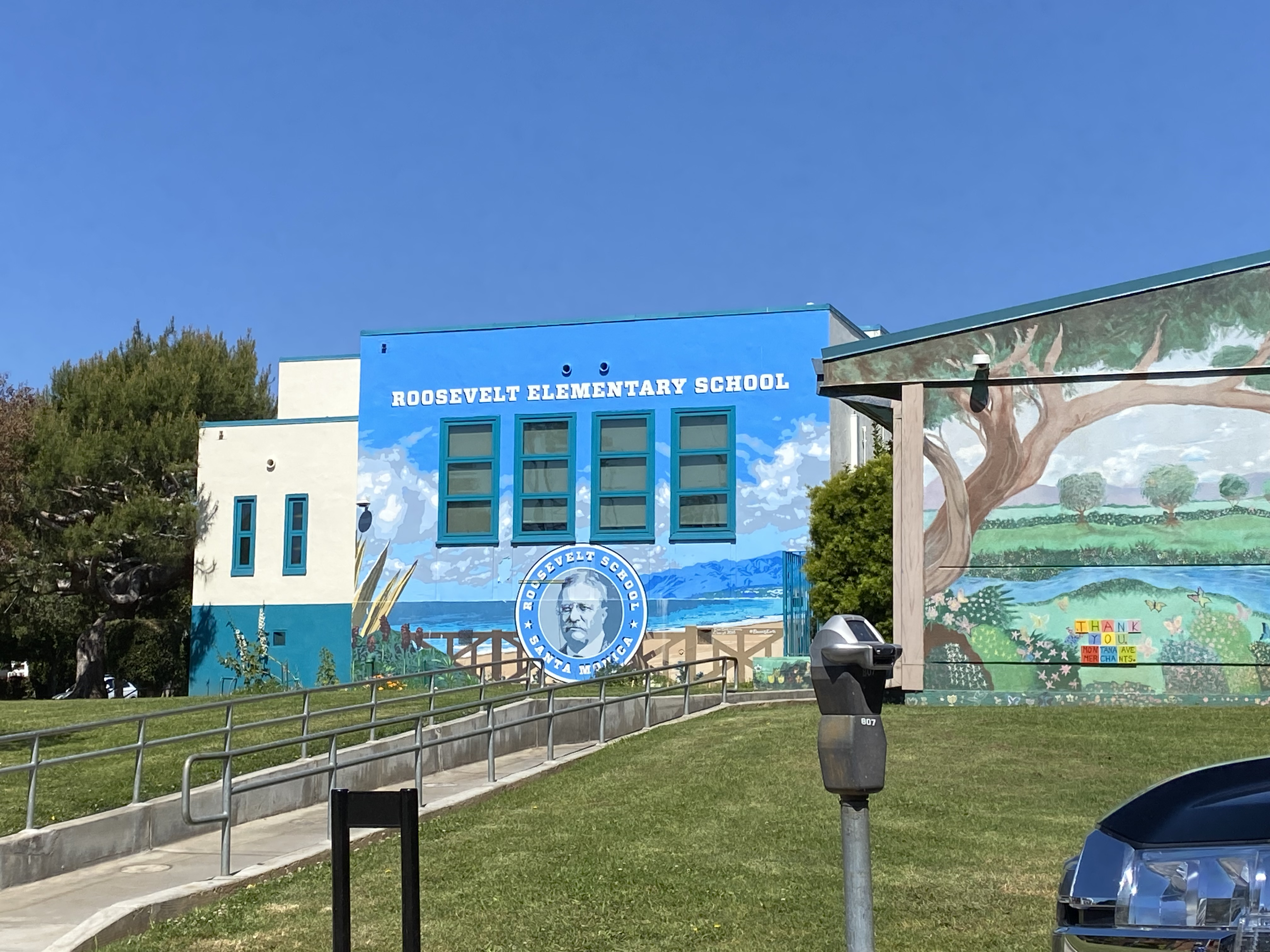
Escuela Primaria Roosevelt